# Nyctiophylax quadruplex
Nyctiophylax quadruplex là một loài Trichoptera hóa thạch trong họ Polycentropodidae.